# Željeznička pruga Zagreb Glavni kolodvor – Rijeka
Željeznička pruga Zagreb – Rijeka je 229 km duga pruga u Hrvatskoj koja povezuje Zagreb i Rijeku. Dio je paneuropskog koridora V, kraka b. Pruga je u cijelosti elektrificirana i jednokolosiječna.
Na prugu je povezano nekoliko kratkih ogranaka u Rijeci, uključujući pruge Škrljevo – Bakar, Sušak-Pećine – Brajdica i Rijeka Brajdica – Rijeka.